# Allophylus cobbe
Chạc ba (danh pháp hai phần: Allophylus cobbe) hay lù mù, chăm ba, ngoại mộc Nam Bộ, là một loài thực vật có hoa trong họ Bồ hòn (Sapindaceae), được Carl Linnaeus mô tả khoa học đầu tiên năm 1797 với danh pháp Rhus cobbe và được William Forsyth Junior đặt lại danh pháp Allophylus cobbe năm 1794, xuất bản trong Botanical Nomenclator. Loài này phân bố rộng rãi ở tiểu lục địa Ấn Độ và các nước Đông Nam Á. Chạc ba thường bị nhầm lẫn về tên gọi với cây ba chạc (Melicope pteleifolia), một loài thực vật dược thuộc Họ Cửu lý hương (Rutaceae).

## Hình ảnh

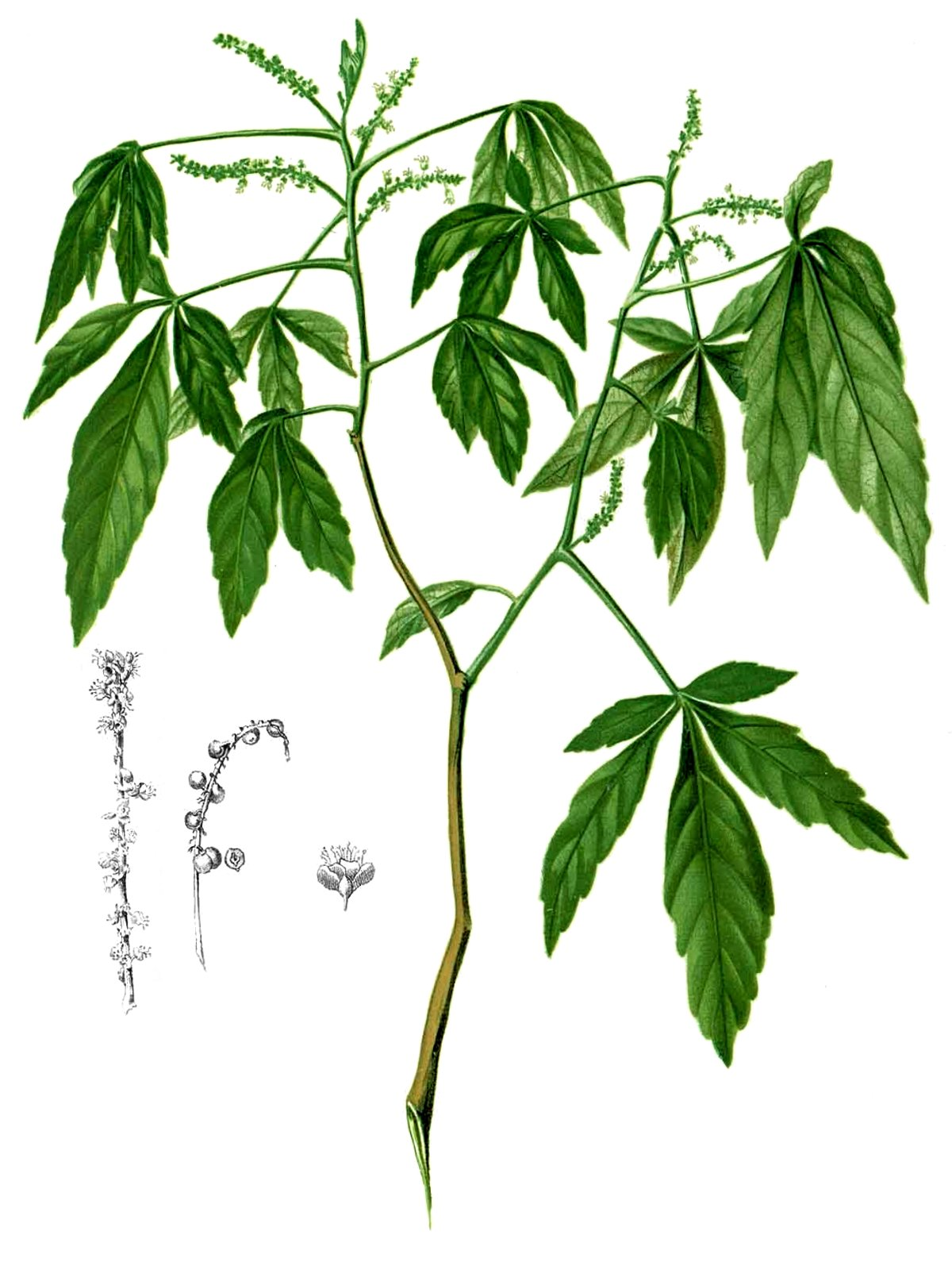
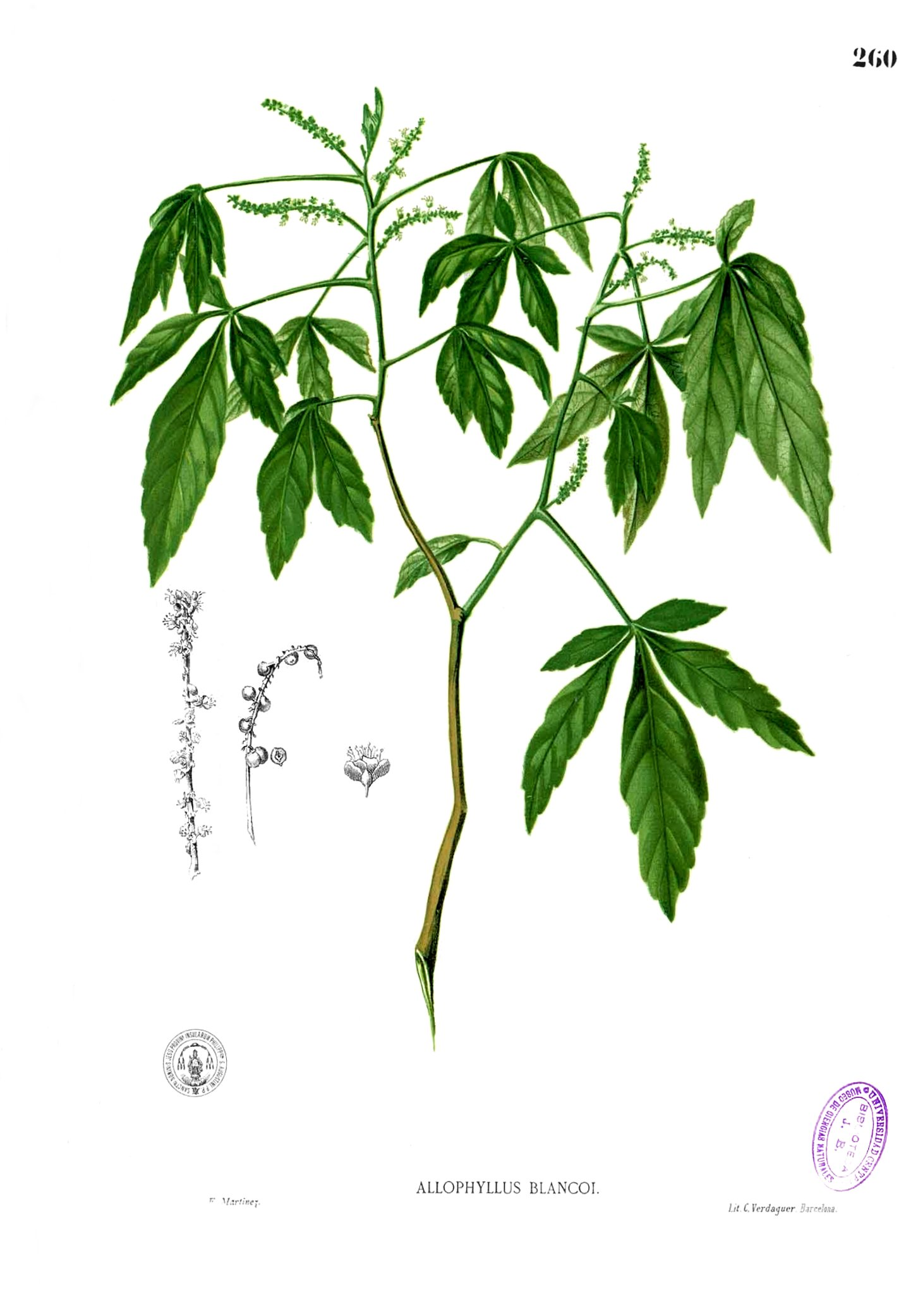
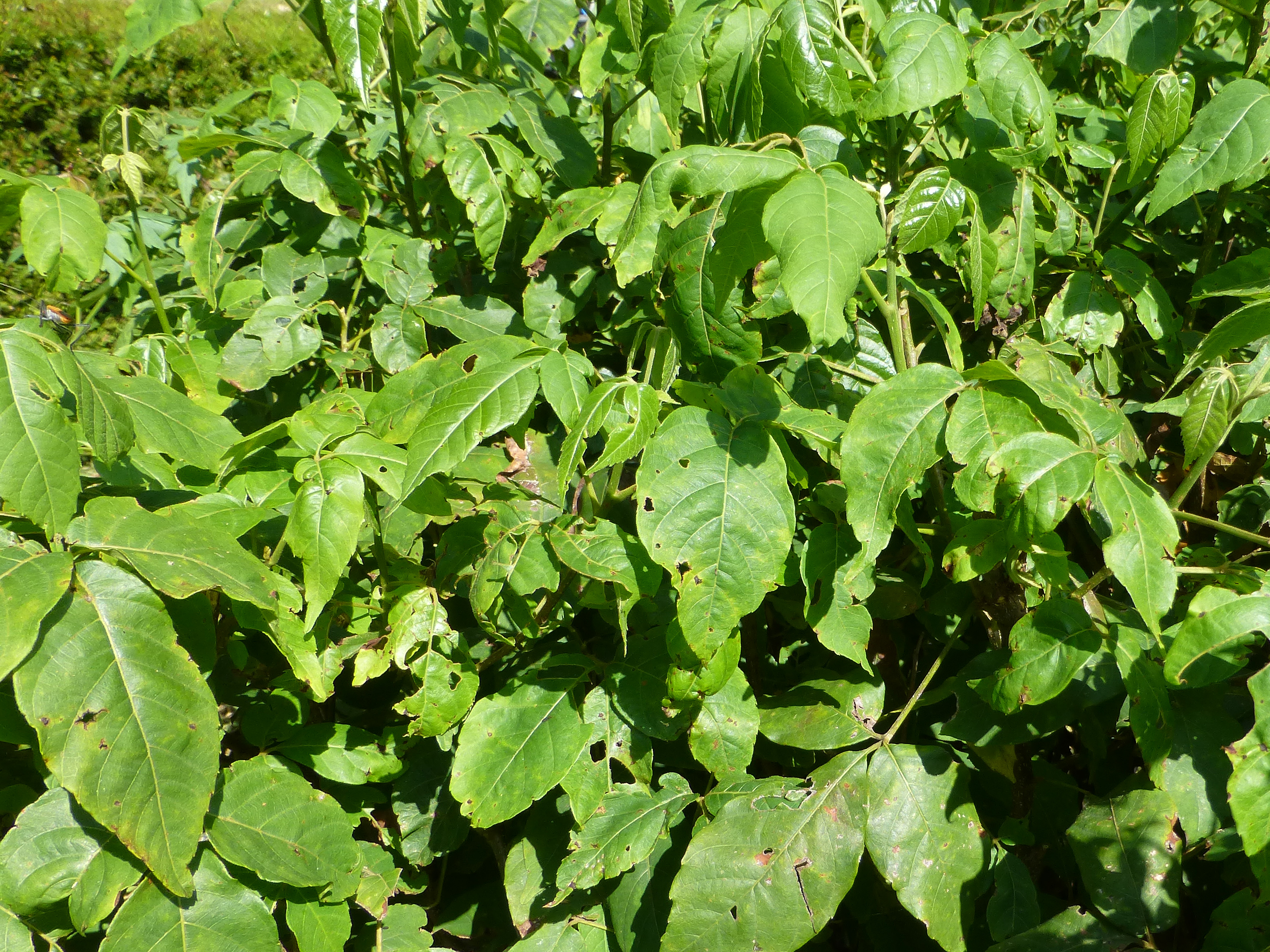
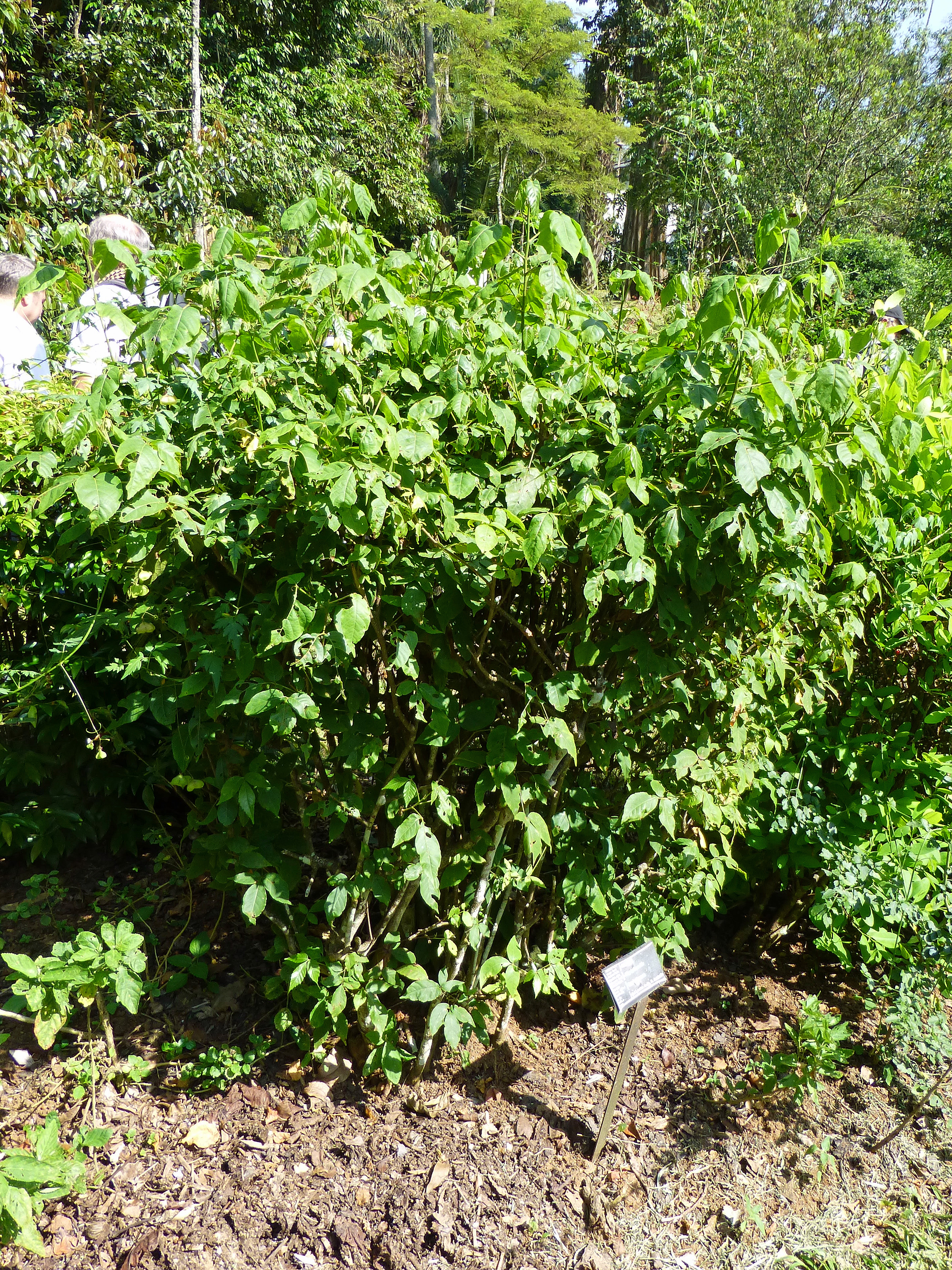